# Ermitage de Saint-Julien
L'ermitage de Saint-Julien est une chapelle située à 1 346 m d'altitude dans le vallon du même nom, sur la commune de Fénis.

## Histoire
L'histoire de l'ermitage de Saint-Julien n'est confirmée par aucune source historique. Le nom de Saint-Julien se réfère à la légende d'un soldat de la légion thébaine qui aurait été jeté du mont Saint-Julien par les soldats romains fidèles à l'empereur. Ses reliques seraient conservées derrière l'autel.

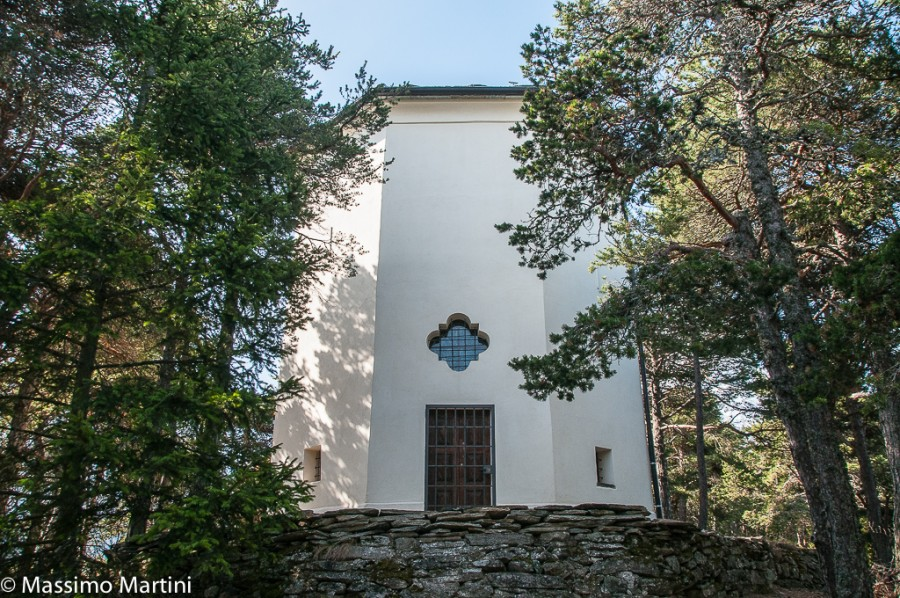
La chapelle Saint-Grat d'Aoste.

## Accès
Le sentier le plus facile part de la route communale qui relie le hameau Chez-Sapin, chef-lieu de Fénis, aux hameaux Pommier et Champremier, à la localité Le Côteau (alt. 1236 env.). Du Côteau, le sentier mène dans le val Clavalité, jusqu'à la chapelle Saint-Grat, pour descendre enfin vers l'ermitage.